# Otto Friedrich
Pour les articles homonymes, voir Friedrich.
Ne doit pas être confondu avec Otto Friedrichs.
Otto Friedrich, né le 3 février 1929 à Boston dans le Massachusetts et mort le 26 avril 1995 à North Shore (en) dans l’État de New York, est un journaliste et écrivain américain, auteur de roman policier, de biographie, d'essai historique et de littérature d'enfance et de jeunesse.

## Biographie
Après des études à l'université Harvard, il devient journaliste travaillant comme copy editor (en) pour le journal militaire Stars and Stripes, comme rewrite man (en) à Londres et Paris pour United Press de 1952 à 1954, puis pour le New York Daily News de 1954 à 1957, comme rédacteur à l'étranger pour Newsweek de 1957 à 1962, puis pour le Saturday Evening Post en 1962 et 1963 et enfin comme chef d'édition dans différents journaux à partir de 1965. Il collabore au Time jusqu'en 1992.
Dès 1957, avec sa femme Priscilla Friedrich, il écrit des ouvrages pour la jeunesse.
En 1964, il publie Le Concasseur (The Loner), qualifié par Claude Mesplède et Jean-Jacques Schleret comme l'« un des chefs-d'œuvre de la Série noire » . Ce roman de suspense raconte l'histoire de Benny Franzek, représentant en fournitures pour jardins, qui enlève un enfant de deux ans et demande une rançon de 5 000 dollars. Un journaliste révèle l'affaire alors que la police ne le souhaite pas. Alors qu'il vient récupérer la rançon, il s’aperçoit que la police le recherche. Il abandonne l'enfant et prévient la famille, mais sans précision sur le lieu où il l'a déposé. Le bébé meurt. Avant d'être arrêté, il se confesse au journaliste qui a révélé le kidnapping. Malgré les efforts de son avocat, Benny Franzek est condamné à mort et exécuté. Otto Friedrich « décrit avec sobriété les comparses, le journaliste avide de scoop et de succès, l’avocat qui accuse la société de consommation plutôt que son client, ainsi que le procès et l'exécution qui constitue un petit plaidoyer contre la peine de mort ».
Il poursuit sa carrière d'écrivain avec des biographies sur Ring Lardner et Glenn Gould, ainsi que des essais historiques. Avec Decline and Fall publié en 1971, il est lauréat du prix George Polk.
Il décède le 26 avril 1995 d'un cancer du poumon.

## Œuvre

### Romans
- The Poor in Spirit, 1952
- The Loner, 1964 Publié en français sous le titre Le Concasseur, Paris, Gallimard, Série noire no 995, 1965 : rééditions dans la même collection et avec le même numéro, 1993 ; et Folio policier no 329, 2004

### Autres ouvrages
- Ring Lardner - American Writers 49, 1965
- Decline and Fall, 1971
- The Rose Garden, 1972
- Before the Deluge: A Portrait of Berlin in the 1920s, 1972
- Going Crazy: An Inquiry into Madness in Our Time, 1976
- Clover : The Tragic Love Story of Clover and Henry Adams and Their Brillant Life in American Gilded Age, 1979
- The End of the World: A History, 1982
- City of Nets: A Portrait of Hollywood in the 1940's, 1986
- The Grave of Alice B. Toklas: And Other Reports from the Past, 1989
- Glenn Gould: A Life and Variations, 1990
- Olympia: Paris in the Age of Manet, 1992
- The Kingdom of Auschwitz: 1940-1945, 1994
- Blood and Iron: From Bismarck to Hitler the Von Moltke Family's Impact on German History, 1995

### Littérature d'enfance et de jeunesse
- The Easter Bunny That Overslept, 1957
- Clean Clarence, 1959
- The Marshmallow Ghosts, 1960
- Sir Alva and the Wicked Wizard, 1960
- The Wishing Well in the Woods, 1961
- Noah Shark's Ark, 1961
- The Christmas Star, 1962
- The April Umbrella, 1963
- The League of Unusual Animals, 1965

## Sources
- Claude Mesplède (dir.), Dictionnaire des littératures policières, vol. 1 : A - I, Nantes, Joseph K, coll. « Temps noir », 2007, 1054 p. (ISBN 978-2-910-68644-4, OCLC 315873251), p. 792.
- Claude Mesplède, Les Années Série noire vol.2 (1959-1966) Encrage « Travaux » no 17, 1993
- Claude Mesplède et Jean-Jacques Schleret, SN, voyage au bout de la Noire : inventaire de 732 auteurs et de leurs œuvres publiés en séries Noire et Blème : suivi d'une filmographie complète, Paris, Futuropolis, 1982, 476 p. (OCLC 11972030), p. 144-145.